# Кухар Андрій Анатолійович
Андрі́й Анато́лійович Ку́хар (14 грудня 1987 — 14 березня 2016) — капітан Збройних сил України, учасник російсько-української війни.

## Життєпис
Народився 1987 року в селі Кугаївці Чемеровецького району (Хмельницька область). Навчався у Кам'янець-Подільському ліцеї з посиленою військово-фізичною підготовкою. 2009 року розпочав військову службу з командира взводу, по тому — курсовий офіцер, командир інженерної роти.
Капітан, заступник командира батальйону з озброєння, 321-й окремий інженерний батальйон. На схід України відбув в рамках чергової ротації наприкінці лютого 2016 року.
14 березня 2016 року трагічно загинув поблизу села Покровське Бахмутського району.
Без Андрія лишились дружина, донька 2012 та син 2014 р.н.
17 березня 2016 року похований в рідному селі Кугаївці, в останню путь проводжали на колінах.

## Нагороди та вшанування
- 27 травня 2015 року нагороджений відзнакою Кам'янець-Подільської міської ради «За заслуги перед міською громадою»
- Почесний громадянин міста Кам'янець-Подільський (постанова № 109/93)
- іменем Андрія Кухара названо колишню вулицю 60-річчя Жовтня в Чемерівцях[1].